# Antígua e Barbuda nos Jogos Paralímpicos
Antígua e Barbuda participou pela primeira vez dos Jogos Paralímpicos em 2012. Por outro lado, Antígua e Barbuda nunca participou das edições dos Jogos Paralímpicos de Inverno.